# Personalna unija
Personalna unija je /kombinacija?/ zveza dveh ali več držav, ki imajo istega monarha, medtem ko njihove meje, zakoni in interesi ostajajo različni. Prava (realna) unija bi - v nasprotju s personalno - zahtevala, da so države članice do neke mere medsebojno povezane, na primer z delitvijo nekaterih omejenih vladnih institucij. Za razliko od personalne unije v federaciji in unitarni državi obstaja centralna (zvezna) vlada, ki zajema vse države članice, pri čemer ju razlikuje stopnja samoupravljanja. Ni nujno, da je vladar v personalni uniji dedni monarh.
Personalne unije lahko nastanejo iz več razlogov, od naključja (ženska, ki je že poročena s kraljem, postane kraljica, njun otrok pa podeduje krono obeh držav; kralj ene države podeduje krono druge države), zaradi posledic dekolonizacijskih procesov (nekdanje kolonije po osamosvojitvi namestijo monarha nekdanje kolonizacijske sile za svojega) do virtualne aneksije (kjer je bila personalna unija včasih videti kot sredstvo za preprečevanje uporov). Lahko so tudi kodificirane (tj. ustave držav jasno izražajo, da imajo isto osebo kot vodja države) ali nekodificirane, v tem primeru jih je mogoče zlahka prekiniti (npr. s smrtjo monarha, ko imata obe državi  različno pravo dedovanja).

## Primeri monarhij v personalni uniji

#### Albanija
- Personalna unija srednjeveškega albanskega kraljestva z Neapeljskim kraljestvom (1272-1368)
- Personalna unija s Kraljevino Italijo (1939–1943).

#### Andora
Čeprav je Francija zdaj republika s predsednikom in ne monarhija, je kljub temu od leta 1278 v personalni uniji s sosednjo nominalno (nededno) monarhijo Andore.

#### Avstrija
- Personalna unija z deželami češke krone (1260–1276, 1306–1307, 1438–1439, 1453–1457 in 1526–1918).
- Personalna unija z deželami ogrske krone (1437–1439, 1444–1457 in 1526–1918).
- Personalna unija z Avstrijsko Nizozemsko (1714–1795).
- Personalna unija s Španskim cesarstvom (1519–1521).
- Personalna unija z Neapeljskim kraljestvom (1714–1735), Kraljevino Sardinijo (1714–1720), Kraljevino Sicilijo (1720–1735), Vojvodino Parmo (1735–1748), Benečijo (1797–1805) in Kraljevino Lombardijo– Benečijo (1814–1859)
- Personalna unija s Kraljevino Slavonijo (1699–1868), Kraljevino Srbijo (1718–1739), Kraljevino Galicijo in Lodomerijo (1772–1918), Vojvodino Bukovino (1774–1918), Novo Galicijo (1795–1809), Kraljevino Dalmacije (1797–1805 in 1814–1918) ter Bosne in Hercegovine (1878/1908–1918).

#### Češka
- Personalna unija s Poljsko 1003–1004 (Poljaki so okupirali Češko )
- Personalna unija s Poljsko 1300–1306 in Madžarsko 1301–1305 ( Vaclav II. in Vaclav III. )
- Personalna unija z Luksemburgom 1313–1378 in 1383–1388
- Personalna unija z Ogrsko 1419–1439 ( Sigismund Luksemburški in njegov zet) in 1490–1526 ( dinastija Jageloncev)
- Personalna unija z Avstrijo in Ogrsko 1526–1918 (razen v letih 1619–1620)

#### Hrvaška
- Personalna unija s Kraljevino Ogrsko 1102–1918

#### Danska
- Personalna unija z Norveško (986–995, 1000–1014, 1028–1035, 1042–1047, 1380–1397, 1397–1523 ( Kalmarska unija ) in 1524–1814 ( Danska–Norveška )).
- Personalna unija z Anglijo (1013–1014, 1018–1035 ( Severnomorsko cesarstvo ) in 1040–1042).
- Personalna unija s Švedsko (1397–1523 ( Kalmarska unija )).
- Personalna unija z Vojvodino Schleswig (1086–1364, 1460–1864) in grofijo/vojvodino Holstein (1460–1864).
- Personalna unija z Vojvodino Saxe-Lauenburg (1814–1864)
- Personalna unija z Islandijo (1918–1944).

#### Anglija
- Personalna unija, kot Kraljevina Anglija, z Dansko (1013–1014, 1018–1035 ( Severnomorsko cesarstvo ) in 1040–1042).
- Personalna unija kot Kraljevina Anglija z vojvodino Normandijo (1066–1087, 1106–1144, 1154–1204/1259).
- Personalna unija, kot Kraljevina Anglija, z grofijo Anjou (1154-1204).
- Personalna unija, kot Kraljevina Anglija, z večjim delom Francije ( Angevinsko cesarstvo ) (1154–1214).
- Personalna unija, kot Kraljevina Anglija, z Akvitanijo (1154–1453).
- Personalna unija, kot Kraljevina Anglija, s Kneževino Wales (1284-1542).
- Personalna unija, kot Kraljevina Anglija, s Kraljevino Francijo (1422-1453). Glej tudi: Dvojna monarhija Anglije in Francije .
- Personalna unija, kot Kraljevina Anglija, z gospostvom Irska (1171–1542) in s Kraljevino Irsko (1542–1649, 1660–1707).
- Personalna unija, kot Kraljevina Anglija, s Kraljevino Španijo (1556-1558).
- Personalna unija, kot Kraljevina Anglija, s Kraljevino Škotsko (1603–1649, 1660–1707). 1
- Personalna, kot Kraljevina Anglija, s kneževino Orange (1689–1702).

#### Francija
- Personalna unija, kot del Anžujskega cesarstva, s kraljestvom Anglije (1154–1214).
- Personalna unija s kraljestvom Anglije (1422-1453). Glej tudi: Dvojna monarhija Anglije in Francije .
- Personalna unija z Neapeljskim kraljestvom pod vladavino Karla VIII. (1495) in Ludvika XII. (1501–1504).
- Personalna unija z Milansko vojvodino pod vladavino Ludvika XII. (1499–1500 in 1500–1512) in Frančiška I. (1515–1521 in 1524–1525).
- Personalna unija s Kraljevino Škotsko pod vladavino Frančiška II. (1559-1560).
- Personalna unija s Poljsko-litovsko državo pod vladavino Henrika III. (1574–1575).
- Personalna unija s Kraljevino Navaro (1284–1328 in 1589–1620).
- Delna personalna unija z Andoro od leta 1607 (francoski predsednik države je eden od dveh voditeljev države Andore)
- Personalna unija pod Napoleonom z Italijo in Rensko konfederacijo.

#### Sveto rimsko cesarstvo
- Personalna unija s Kraljevino Sicilijo od 1194 do 1254 pod dinastijo Hohenstaufen.
- Personalna unija s Španijo od 1519 do 1556 pod Karlom V.
- Personalna unija z Ogrsko 1410–1439, 1556–1608, 1612–1740 in 1780–1806.
- Personalna unija z Neapeljskim kraljestvom (1714–1735), Kraljevino Sardinijo (1714–1720), Kraljevino Sicilijo (1720–1735)

#### Nizozemska
- Personalna unija z Luksemburgom od 1815 do 1890.